# Миа Сара
Миа Сара (на английски: Mia Sara) (родена на 19 юни 1967 г.) е американска актриса. Най-известна е с ролята си на Слоун Питърсън във филма „Почивният ден на Ферис Бюълър“ (1986), както и с ролите си във филмите „Легенда“ (1985)  " За честта на шпагата" (1991) и „Ченге във времето“ (1994).

## Личен живот
През 1996 г. Сара се омъжва за сина на Шон Конъри – Джейсън Конъри. Двамата се развеждат през 2002 г. От него има син, роден през 1997 г. През 2010 г. се омъжва за Брайън Хенсън, който е синът на създателя на Мъпетите – Джим Хенсън. Двамата имат една дъщеря, родена през 2005 г.